# Giovanni Costantini (arcivescovo)
Giovanni Battista Costantini (Zoppola, 4 agosto 1880 – Roma, 17 maggio 1956) è stato un arcivescovo cattolico italiano.

## Biografia
Nato a Castions, frazione di Zoppola, figlio di Costante Costantini e di Maddalena Altan, famiglia di modeste condizioni. Il padre era un piccolo imprenditore edile, mentre la madre apparteneva ad un ramo illegittimo dei conti Altan di San Vito al Tagliamento. Era fratello minore di Celso Costantini che fu, per molti anni, delegato apostolico in Cina, poi segretario della Sacra Congregazione de Propaganda Fide, infine cardinale.
Fu ordinato presbitero a 25 anni, il 18 marzo 1905, a Venezia. Quindi si laureò in filosofia e teologia, che poi insegnò insieme ad apologetica, storia dell'arte, patrologia e arte sacra. Nel 1924 gli fu affidata la cattedra di architettura sacra alla Regia Scuola Superiore di Venezia (oggi Università Iuav di Venezia).   
Papa Pio XI lo nominò protonotario apostolico. In seguito lo nominò amministratore apostolico della diocesi di Luni-Sarzana e Brugnato, perché ne riordinasse l'assetto geo-pastorale e amministrativo in vista del trasferimento della sede alla Spezia. Fu quindi eletto vescovo di Luni, ossia La Spezia, Sarzana e Brugnato, l'8 febbraio 1929, e consacrato il successivo 5 maggio dal patriarca di Venezia, cardinale Pietro La Fontaine. 

Creò diciotto nuove parrocchie, curò con diligenza i due Seminari diocesani, individuò e procurò i terreni per far sorgere la cattedrale e il nuovo Seminario alla Spezia, dove tenne un sinodo diocesano.
Il 26 luglio 1943 fu nominato presidente della Pontificia commissione centrale per l'arte sacra in Italia, che papa Pio XII gli affidò chiamandolo a Roma, e assegnandoli il titolo di arcivescovo di Colossi. 
Dal 1948 al 1951 la Commissione esaminò oltre 700 progetti per la ricostruzione di chiese altre strutture distrutte durante la seconda guerra mondiale.
Della sua opera resta traccia ad esempio nella chiesa parrocchiale di San Vitale a Muzzana del Turgnano dove è custodita una "Via Crucis", in bassorilievo ligneo, a lui attribuita.
Morì a Roma il 17 maggio 1956; venne inizialmente sepolto nella tomba di famiglia a Castions (dove, due anni dopo, venne inumato anche il fratello, il cardinale Celso) e successivamente trasferito nella cripta della nuova cattedrale di Cristo Re alla Spezia.
A Castions di Zoppola gli è stata dedicata, insieme al fratello Celso, la Civica galleria d'arte, inaugurata il 16 dicembre 2011 e allestita nella restaurata casa natale.

## Genealogia episcopale e successione apostolica
La genealogia episcopale è:
- Cardinale Scipione Rebiba
- Cardinale Giulio Antonio Santori
- Cardinale Girolamo Bernerio, O.P.
- Arcivescovo Galeazzo Sanvitale
- Cardinale Ludovico Ludovisi
- Cardinale Luigi Caetani
- Cardinale Ulderico Carpegna
- Cardinale Paluzzo Paluzzi Altieri degli Albertoni
- Papa Benedetto XIII
- Papa Benedetto XIV
- Papa Clemente XIII
- Cardinale Marcantonio Colonna
- Cardinale Giacinto Sigismondo Gerdil, B.
- Cardinale Giulio Maria della Somaglia
- Cardinale Carlo Odescalchi, S.I.
- Cardinale Costantino Patrizi Naro
- Cardinale Lucido Maria Parocchi
- Cardinale Pietro Respighi
- Cardinale Pietro La Fontaine
- Arcivescovo Giovanni Costantini

La successione apostolica è:
- Vescovo Giovanni Lucato, S.D.B. (1939)
- Vescovo Gioacchino Muccin (1949)